# Agabo
Agabo (in greco antico: Ἄγαβος, dall'ebraico: hagab "grillo") è un personaggio delle Scritture, protagonista di alcuni episodi degli Atti degli apostoli. È venerato come santo dalla Chiesa cattolica e dalle Chiese ortodosse.

## Agiografia
Membro della prima comunità cristiana di Gerusalemme era dotato, secondo la Bibbia, del dono della profezia. Venuto ad Antiochia quando Barnaba vi aveva condotto Paolo appena convertito, annunciò una grande carestia  "su tutta la terra", cioè in tutto il mondo romano: ciò che di fatto avvenne sotto l'impero di Claudio (Atti 11,28). Le carestie furono frequenti, comunque, in varie province, sotto il regno di questo imperatore. La Giudea in particolare ne subì una negli anni 45-46 d.C. e ciò giustifica i soccorsi inviati dai cristiani di Antiochia ai loro confratelli in quella occasione.
Agabo riapparve a Cesarea nel 58-59 quando Paolo vi si trovava un'altra volta, di ritorno dal suo terzo viaggio missionario. Il profeta predisse allora, mimandola con gesti simbolici, la prossima prigionia dell'Apostolo che sarebbe stato consegnato dai Giudei nelle mani dei Romani (Atti 21,10-11). La sommossa provocata intorno al Tempio da Ebrei ortodossi fu infatti all'origine del suo arresto, del suo internamento a Cesarea e della sua successiva detenzione a Roma.

## Culto
La Chiesa cattolica e le Chiese ortodosse lo venerano come santo: queste ultime ne fissano la memoria al giorno 8 marzo, mentre il Martirologio Romano lo ricorda l'8 aprile con queste parole: